# Nima Elbagir
Nima Elbagir est une journaliste soudanaise, née en juillet 1978 à Khartoum (Soudan), elle est correspondante internationale pour la télévision américaine CNN International.

## Origines et formation
De nationalité soudanaise, elle est originaire du Soudan du Nord. Son père, Ahmed Abdullah Elbagir, journaliste créateur du journal soudanais El Khartoum, a été emprisonné. Ibtisam Affan, sa mère, a été le premier éditeur du Soudan. Elle est la sœur aînée de Yousra Elbagir (qui est devenue également journaliste). Entre trois et huit ans, elle réside au Royaume-Uni. Éduquée alternativement au Soudan et en Grande-Bretagne, elle est titulaire d'un Baccalauréat universitaire en sciences de philosophie de la London School of Economics et parle couramment l'arabe et l'anglais.

## Carrière
Sa carrière débute à Reuters en 2002. Elle est une des premières à fournir des articles sur l'intérieur du Darfour, tout en travaillant pour The Economist, le Financial Times et Radio France internationale. Elle poursuit sa carrière avec Reuters comme stagiaire diplômée à Londres jusqu'en 2005.
Elle rejoint CNN en février 2011. En 2014, elle se rend au Liberia en pleine épidémie de maladie à virus Ebola dans les zones infectées, puis au Nigeria, après le rapt d'écolières à Chibok par Boko Haram. En novembre 2017, un de ses reportages apporte la preuve de la vente aux enchères de migrants africains près de Tripoli, en Libye.